# V-Cube 6

Ein V-Cube 6 im gelösten Zustand

Der V-Cube 6 ist die 6×6×6-Version des Zauberwürfels (Rubik’s Cube). Er wurde von Panagiotis Verdes erfunden. Wie der 4×4×4-Würfel auch hat der V-Cube 6 keine festen Mittelstücke und ist an allen Teilen frei bewegbar.

## Mechanismus

Ein V-Cube 6 in einem verdrehten Zustand

Der Würfel besteht aus insgesamt 218 Teilen, von denen 152 (als Stein oder Cubies) sichtbar sind. Die versteckten 66 Teile sind die siebente Schicht, da der Mechanismus dem des V-Cube 7 gleicht. Es gibt 96 einfarbige Mittelsteine, die sich alle bewegen lassen, 48 zweifarbige Kantensteine und 8 dreifarbige Ecksteine. Es sind allerdings nicht alle Farbkombinationen vorhanden, da gegenüberliegende Farben (wie zum Beispiel Orange und Rot) nicht benachbart sein können. Die Schichten des Cubes lassen sich um 90°, 180° oder 270° drehen.
Derzeit wird der V-Cube 6 mit weißen und schwarzen Teilen hergestellt. Im Standard-Farbschema befindet sich Rot gegenüber von Orange, Blau gegenüber von Grün und Gelb gegenüber von Schwarz (bei der schwarzen Version liegt Gelb gegenüber Weiß). Auf dem schwarzen Mittelteil ist das Logo der Firma angebracht: Ein weißes (beziehungsweise schwarzes) V.

## Stellungen
Der Würfel hat circa {\displaystyle 1{,}57\cdot 10^{116}} verschiedene Stellungen (genau 157 152 858 401 024 063 281 013 959 519 483 771 508 510 790 313 968 742 344 694 684 829 502 629 887 168 573 442 107 637 760 000 000 000 000 000 000 000 000). Durch den Aufdruck eines Vs auf dem mittleren Stein der schwarzen/weißen Seite vervierfacht sich die Anzahl auf {\displaystyle 6{,}29\cdot 10^{116}}, obwohl jede der vier möglichen Positionen richtig ist.

## Lösung
Für den 6×6×6-Würfel kann die Lösung des 5×5×5- beziehungsweise 4×4×4-Würfels genutzt werden, da die Algorithmen zum Tauschen einzelner Teile dieselben sind. Durch die höhere Anzahl der Einzelteile müssen lediglich diese Algorithmen häufiger und leicht abgeändert ausgeführt werden. Es gibt allerdings auch Sonderfälle, wofür spezielle Algorithmen benötigt werden.
Eine der bekanntesten Strategien ist die Reduktions-Methode (englisch = reduction method), die für alle Würfel mit größeren Ausmaßen als 3×3×3 häufig genutzt wird. Diese besteht darin, dass zunächst die Mittel- und Kantenteile farblich geordnet werden. Danach kann der Würfel allein durch das Nutzen der äußeren Drehachsen äquivalent zum 3×3×3-Würfel gelöst werden.

## Weltrekorde
Der aktuelle Weltrekord für das schnellste einmalige Lösen des 6×6×6 beträgt 58,03 Sekunden und wurde von Max Park bei CubingUSA Western Championship 2024 aufgestellt.
Max Park hält den Weltrekord für die Durchschnittszeit beim dreimaligen Lösen des 6×6×6 mit 1:05,66 Minuten, aufgestellt bei CubingUSA Western Championship 2024.
Das Blindlösen des 6×6×6 ist keine offizielle Disziplin, daher gibt es dafür auch keine offiziellen Rekorde.